# 大阪府高等学校一覧
| 総数                                     | 264校・3校舎     |
| 国立                                     | 1校・3校舎       |
| 公立                                     | 154校            |
| 私立                                     | 109校            |
| 教育委員会所在地                         | 〒540-8571       |
| 大阪府大阪市中央区大手前2丁目 大阪府庁内 |                  |
| 公式サイト                               | 大阪府教育委員会 |

大阪府高等学校一覧（おおさかふ こうとうがっこう いちらん）は、大阪府の高等学校および中等教育学校（後期課程）の一覧。廃止した高等学校については、大阪府高等学校の廃校一覧を参照。
なお、掲載順は大阪府教育委員会（大阪府庁）に準拠。全日制課程の存在しない高等学校について、定時制課程は「○○高等学校｛定時制｝」通信制課程は「○○高等学校｛通信制｝」定時制・通信制共に存在する場合は、定時制表記で記載する。

## 国立高等学校

### 大阪市

#### 天王寺区
- 大阪教育大学附属高等学校天王寺校舎

#### 平野区
- 大阪教育大学附属高等学校平野校舎

### その他の市

#### 池田市
- 大阪教育大学附属高等学校池田校舎

## 公立高等学校

### 大阪市

#### 都島区
- 大阪府立都島工業高等学校
- 大阪府立東高等学校
- 大阪府立桜宮高等学校

#### 福島区
- 大阪府立西野田工科高等学校

#### 此花区
- 大阪府立咲くやこの花高等学校

#### 港区
- 大阪府立港高等学校
- 大阪府立市岡高等学校

#### 大正区
- 大阪府立大正白稜高等学校
- 大阪府立泉尾工業高等学校

#### 天王寺区
- 大阪府立清水谷高等学校
- 大阪府立夕陽丘高等学校
- 大阪府立高津高等学校
- 大阪府立大阪ビジネスフロンティア高等学校

#### 浪速区
- 大阪府立今宮高等学校

#### 西淀川区
- 大阪府立淀商業高等学校

#### 東淀川区
- 大阪府立柴島高等学校
- 大阪府立淀川清流高等学校

#### 生野区
- 大阪府立大阪わかば高等学校
- 大阪府立桃谷高等学校｛通信制｝
- 大阪府立生野工業高等学校

#### 旭区
- 大阪府立旭高等学校
- 大阪府立淀川工科高等学校

#### 城東区
- 大阪府立成城高等学校

#### 阿倍野区
- 大阪府立阿倍野高等学校
- 大阪府立住吉高等学校
- 大阪府立天王寺高等学校
- 大阪府立工芸高等学校

#### 住吉区
- 大阪府立阪南高等学校
- 大阪府教育センター附属高等学校

#### 西成区
- 大阪府立今宮工科高等学校
- 大阪府立西成高等学校

#### 淀川区
- 大阪府立東淀川高等学校
- 大阪府立北野高等学校
- 大阪府立東淀工業高等学校

#### 鶴見区
- 大阪府立汎愛高等学校
- 大阪府立鶴見商業高等学校

#### 住之江区
- 大阪府立港南造形高等学校
- 大阪府立住吉商業高等学校
- 大阪府立水都国際高等学校

#### 平野区
- 大阪府立東住吉高等学校
- 大阪府立平野高等学校
- 大阪府立東住吉総合高等学校
- 大阪府立長吉高等学校

#### 北区
- 大阪府立桜和高等学校

#### 中央区
- 大阪府立大手前高等学校
- 大阪府立中央高等学校

### 堺市

#### 堺区
- 大阪府立泉陽高等学校
- 大阪府立三国丘高等学校
- 大阪府立堺工科高等学校
- 堺市立堺高等学校

#### 中区
- 大阪府立東百舌鳥高等学校

#### 東区
- 大阪府立登美丘高等学校

#### 西区
- 大阪府立堺上高等学校
- 大阪府立福泉高等学校
- 大阪府立鳳高等学校

#### 南区
- 大阪府立堺西高等学校
- 大阪府立泉北高等学校
- 大阪府立堺東高等学校
- 大阪府立成美高等学校

#### 北区
- 大阪府立金岡高等学校

#### 美原区
- 大阪府立農芸高等学校
- 大阪府立美原高等学校

### その他の市町

#### 岸和田市
- 大阪府立和泉高等学校
- 大阪府立久米田高等学校
- 大阪府立岸和田高等学校
- 岸和田市立産業高等学校

#### 豊中市
- 大阪府立桜塚高等学校
- 大阪府立豊島高等学校
- 大阪府立刀根山高等学校
- 大阪府立豊中高等学校
- 大阪府立千里青雲高等学校

#### 池田市
- 大阪府立池田高等学校
- 大阪府立渋谷高等学校
- 大阪府立園芸高等学校

#### 吹田市
- 大阪府立北千里高等学校
- 大阪府立吹田高等学校
- 大阪府立吹田東高等学校
- 大阪府立山田高等学校
- 大阪府立千里高等学校

#### 泉大津市
- 大阪府立泉大津高等学校

#### 高槻市
- 大阪府立芥川高等学校
- 大阪府立阿武野高等学校
- 大阪府立大冠高等学校
- 大阪府立高槻北高等学校
- 大阪府立三島高等学校
- 大阪府立槻の木高等学校

#### 貝塚市
- 大阪府立貝塚南高等学校
- 大阪府立貝塚高等学校

#### 守口市
- 大阪府立守口東高等学校
- 大阪府立芦間高等学校

#### 枚方市
- 大阪府立香里丘高等学校
- 大阪府立長尾高等学校
- 大阪府立枚方高等学校
- 大阪府立枚方津田高等学校
- 大阪府立枚方なぎさ高等学校
- 大阪府立牧野高等学校
- 大阪府立いちりつ高等学校

#### 茨木市
- 大阪府立茨木西高等学校
- 大阪府立春日丘高等学校
- 大阪府立北摂つばさ高等学校
- 大阪府立茨木工科高等学校
- 大阪府立茨木高等学校
- 大阪府立福井高等学校

#### 八尾市
- 大阪府立八尾高等学校
- 大阪府立八尾翠翔高等学校
- 大阪府立山本高等学校
- 大阪府立八尾北高等学校

#### 泉佐野市
- 大阪府立佐野高等学校
- 大阪府立日根野高等学校
- 大阪府立佐野工科高等学校

#### 富田林市
- 大阪府立河南高等学校
- 大阪府立金剛高等学校
- 大阪府立富田林高等学校

#### 寝屋川市
- 大阪府立北かわち皐が丘高等学校
- 大阪府立西寝屋川高等学校
- 大阪府立寝屋川高等学校

#### 河内長野市
- 大阪府立長野高等学校

#### 松原市
- 大阪府立大塚高等学校
- 大阪府立生野高等学校
- 大阪府立松原高等学校

#### 大東市
- 大阪府立野崎高等学校
- 大阪府立緑風冠高等学校

#### 和泉市
- 大阪府立信太高等学校
- 大阪府立伯太高等学校
- 大阪府立和泉総合高等学校

#### 箕面市
- 大阪府立箕面高等学校
- 大阪府立箕面東高等学校

#### 羽曳野市
- 大阪府立懐風館高等学校

#### 門真市
- 大阪府立門真西高等学校
- 大阪府立門真なみはや高等学校

#### 摂津市
- 大阪府立摂津高等学校

#### 高石市
- 大阪府立高石高等学校

#### 藤井寺市
- 大阪府立藤井寺高等学校
- 大阪府立藤井寺工科高等学校

#### 東大阪市
- 大阪府立かわち野高等学校
- 大阪府立花園高等学校
- 大阪府立布施高等学校
- 大阪府立みどり清朋高等学校
- 大阪府立城東工科高等学校
- 大阪府立布施工科高等学校
- 大阪府立枚岡樟風高等学校
- 大阪府立布施北高等学校
- 東大阪市立日新高等学校

#### 泉南市
- 大阪府立りんくう翔南高等学校

#### 四條畷市
- 大阪府立四條畷高等学校

#### 交野市
- 大阪府立交野高等学校

#### 大阪狭山市
- 大阪府立狭山高等学校

#### 能勢町
- 大阪府立豊中高等学校能勢分校

#### 岬町
- 大阪府立岬高等学校

## 私立高等学校・中等教育学校

### 大阪市

#### 此花区
- 昇陽高等学校

#### 天王寺区
- 上宮高等学校
- 明星高等学校
- 四天王寺高等学校
- 興國高等学校
- 清風高等学校
- 大阪夕陽丘学園高等学校
- 大阪星光学院高等学校
- YMCA学院高等学校｛通信制｝
- 東朋学園高等学校｛通信制｝

#### 西淀川区
- 好文学園女子高等学校

#### 東淀川区
- 関西大学北陽高等学校
- 大阪高等学校
- 大阪成蹊女子高等学校

#### 生野区
- プール学院高等学校
- 金光藤蔭高等学校
- 大阪偕星学園高等学校

#### 旭区
- 常翔学園高等学校

#### 城東区
- 大阪信愛学院高等学校
- 開明高等学校
- 大阪産業大学附属高等学校

#### 阿倍野区
- 桃山学院高等学校
- 大谷高等学校
- 明浄学院高等学校
- あべの翔学高等学校

#### 住吉区
- 大阪学芸高等学校
- 浪速高等学校
- 帝塚山学院高等学校
- 清明学院高等学校
- 建国高等学校

#### 東住吉区
- 城南学園高等学校

#### 淀川区
- 英真学園高等学校

#### 住之江区
- 大阪金剛インターナショナル高等学校

#### 平野区
- 天王寺学館高等学校｛通信制｝

#### 北区
- 金蘭会高等学校
- ルネサンス大阪高等学校｛通信制｝
- 大阪つくば開成高等学校｛通信制｝

#### 中央区
- ヴェリタス城星学園高等学校
- 大阪女学院高等学校
- 相愛高等学校
- 追手門学院大手前高等学校

#### 福島区
- 英風高等学校｛通信制女子校｝

### 堺市

#### 堺区
- 香ヶ丘リベルテ高等学校
- 賢明学院高等学校｛全日制・通信制｝
- 堺リベラル高等学校

#### 中区
- 精華高等学校
- 大阪商業大学堺高等学校

#### 東区
- 初芝立命館高等学校

#### 西区
- 八洲学園高等学校｛通信制｝

#### 南区
- 東大谷高等学校
- 帝塚山学院泉ヶ丘高等学校

### その他の市町

#### 岸和田市
- 近畿大学泉州高等学校
- 神須学園高等学校｛通信制｝

#### 豊中市
- 梅花高等学校
- 大商学園高等学校
- 履正社高等学校
- 箕面自由学園高等学校

#### 池田市
- 宣真高等学校

#### 吹田市
- 関西大学第一高等学校
- 大阪学院大学高等学校
- 金蘭千里高等学校

#### 高槻市
- 高槻高等学校
- 金光大阪高等学校
- 大阪青凌高等学校
- 関西大学高等部

#### 貝塚市
- 秋桜高等学校｛通信制｝

#### 守口市
- 大阪国際高等学校
- 大阪電気通信大学高等学校

#### 枚方市
- 常翔啓光学園高等学校
- 東海大学付属大阪仰星高等学校
- 長尾谷高等学校｛通信制｝

#### 茨木市
- 関西大倉高等学校
- 追手門学院高等学校
- 早稲田大阪高等学校
- 向陽台高等学校｛通信制｝

#### 八尾市
- 金光八尾高等学校

#### 富田林市
- PL学園高等学校
- 初芝富田林高等学校

#### 寝屋川市
- 香里ヌヴェール学院高等学校
- 同志社香里高等学校

#### 河内長野市
- 大阪暁光高等学校
- 清教学園高等学校

#### 松原市
- 阪南大学高等学校

#### 大東市
- 四條畷学園高等学校
- 太成学院大学高等学校
- 大阪桐蔭高等学校

#### 箕面市
- 箕面学園高等学校
- アサンプション国際高等学校
- 関西学院千里国際高等部

#### 柏原市
- 関西福祉科学大学高等学校
- 東大阪大学柏原高等学校

#### 摂津市
- 大阪薫英女学院高等学校
- 星翔高等学校

#### 高石市
- 羽衣学園高等学校
- 清風南海高等学校

#### 藤井寺市
- 大阪緑涼高等学校
- 四天王寺東高等学校

#### 東大阪市
- 樟蔭高等学校
- 大阪商業大学高等学校
- アナン学園高等学校
- 近畿大学附属高等学校
- 東大阪大学敬愛高等学校

#### 交野市
- 関西創価高等学校

#### 太子町
- 上宮太子高等学校

#### 阪南市
- 近畿大阪高等学校｛通信制｝

#### 熊取町
- 大阪体育大学浪商高等学校